# Зуєв Гаврило Прокопович
Зуєв Гаврило Прокопович (1907—1974) — полковник Радянської Армії, учасник німецько-радянської війни, Герой Радянського Союзу (1943).

## Біографія
Гаврило Зуєв народився 17 квітня 1907 року в селі Сасиколі (нині — Астраханська область). Закінчив дев'ять класів школи. У 1930 році Зуєв був призваний на службу до Робочо-селянської Червоної Армії. 1932 року він закінчив Енгельську військову авіаційну школу пілотів. Був звільнений у запас, працював начальником Астраханського аероклубу. У червні 1942 року Зуєв повторно був призваний до армії. Закінчив курси командирів ланок. З жовтня 1942 — на фронтах Німецько-радянської війни.
До березня 1943 року капітан Гаврило Зуєв був заступником командира ескадрильї 427-го винищувального авіаполку 292-ї штурмової авіадивізії 1-го штурмового авіакорпусу 3-ї повітряної армії Калінінського фронту. На той час він здійснив 46 бойових вильотів, збивши 6 ворожих літаків особисто і ще 2 — у складі групи. 27 лютого 1943 року у одному бою отримав три поранення, але зумів виконати поставлене бойове завдання.
Указом Президії Верховної Ради СРСР від 1 травня 1943 капітан Гавриїл Зуєв був удостоєний високого звання Героя Радянського Союзу з врученням ордена Леніна та медалі «Золота Зірка» за номером 1018.
Наприкінці війни гвардії майора Г. П. Зуєва призначено помічником командира по повітряно-стрілецькій службі 168-го винищувального авіаполку. До 9 травня 1943 року виконав 176 бойових вильотів, збив особисто 9 літаків противника.
Після закінчення війни Зуєв продовжив службу у Радянській Армії. 1952 року він закінчив офіцерські льотно-тактичні курси. У 1957 році в званні полковника Зуєва було звільнено в запас. Проживав у Калінінграді, помер 4 березня 1974.
Був також нагороджений орденами Червоного Прапора та Великої Вітчизняної війни 1-го ступеня, двома орденами Червоної Зірки, медалями.